# Гильом I де Монкада (виконт Беарна)
Гильем (Гильом) II де Монкада (до 1134 — 1172) — сеньор Монкада и Вик, виконт Беарна (как Гильом I, по праву жены) с 1171, второй сын сенешаля Каталонии Гильема Рамона II и Беатрис де Монкада.
Гильем был женат на наследнице Беарна и был признан его правителем королём Арагона, однако беарнцы отказались признать его своим правителем и восстали. Попытка Гильема подавить восстание успехом не увенчалась.

## Биография
Гильем происходил из знатного каталонского рода — второй династии Монкада. Его отец, Гильем Рамон II, был наследственным сенешалем Каталонии. Его мать, Беатрис, происходила из первой династии Монкада и была наследницей сеньории Монкада.
Точный год рождения Гильема неизвестен. Поскольку его мать развелась с отцом в 1136 году, то он должен был родиться не позже 1134 года.
Впервые его имя упомянуто в акте графа Барселоны и фактического правителя Арагонского королевства Рамона Беренгера IV, датированном 5 августа 1148 года.
Ранее 1164 года Гильем женился на Марии Беарнской, сестре виконта Беарна Гастона V.
В 1170 году умер виконт Беарна Гастон V. Детей он не оставил, поэтому все его владения унаследовала его сестра Мария, жена Гильема, жившая вместе с мужем при дворе короля Арагона Альфонсо II. По закону, действовавшему в Беарне, женщина не могла непосредственно управлять виконтством. Однако король Арагона признал виконтессой Марию. 30 апреля 1170 года Мария принесла ему оммаж, причём не только за Беарн, но и за Габардан и Брюллуа, которые считались вассальными владениями от герцогов Аквитании. В ответ Альфонсо обещал защищать её права и подтвердил владение всеми землями, в том числе и в Арагонском королевстве. Если до этого виконты Беарна были суверенными правителями, то теперь они стали вассалами Арагона. В 1171 году оммаж принёс и муж Марии, Гильем де Монкада, признанный Альфонсо виконтом Беарна.
Но беарнцы отказались признать Гильема виконтом и восстали. Согласно позднейшей легенде они выбрали своим сеньором дворянина из Бигорра по имени Теобальд, однако вскоре он отказался соблюдать законы Беарна и был в том же году казнён. На смену ему был выбран овернский дворянин по имени Сентож, который, однако, также был казнён в 1173 году. Однако документального подтверждения существования этих двух виконтов не существует и, возможно, они являются изобретением позднейших хронистов.
Гильем попытался собрать армию для завоевания Беарна, однако это у него сделать не получилось. Он умер в 1172 году. Его жена в 1173 году удалилась в монастырь Сен-Круа-де-Волвестре, а виконтом был признан старший из двух их малолетних сыновей, Гастон VI. Второй же сын, Гильом Раймонд I, после смерти в 1173 году сенешаля Гильема Рамона II унаследовал сеньорию Монкада.

## Брак и дети
Жена: ранее 10 июня 1164 Мария (ум. 1186), виконтесса Беарна, Габардана и Брюлуа в 1170—1173. Дети:
- Гастон VI (1165[2] — 1214), виконт Беарна, Габардана и Брюлуа с 1173, граф Бигорра и виконт Марсана с 1196[6]
- Гильом Раймонд I (1166[2] — 1224), сеньор Монкада и Кастельвьель (Гильем Рамон) с 1173, виконт Беарна, Габардана и Брюлуа с 1214[7]
- Саурина де Монкада